# 최정양
최정양은 대한민국의 성우이다. 1973년 MBC CM에 입사했으며, 현재는 MBC CM 1기이다. 문화방송 성우극회 소속.